# Третій Македонський церковно-народний собор
Священний Синод Македонської православної церкви скликав Третій Македонський церковно-народний збір 17 липня 1967 року в Охриді. Митрополит Досітей, в присутності людей провів Божественну літургію в соборній церкві Святої Софії в Охридському архієпископстві, що поклало початок роботи з Собору.
По-перше, поправки до Уставу Македонської православної церкви були ініційовані з відкриттям двох нових єпархій: Дебар-Кічево та Американсько-Канадсько-Австралійської.
Потім Священний Синод повідомив про негативне ставлення та тиск Сербської православної церкви на автокефалію Охридської архієпископії, звернувши особливу увагу на останню ситуацію, що склалася після останнього Синоду єпископів Сербської православної церкви. Радці, заслухавши звіт Священного Синоду Македонської православної церкви, одноголосно схвалили його роботу та прийняли резолюцію. Радники від імені всіх священиків та всього македонського православного народу вимагали від Синоду Македонської православної церкви визнати його автокефальним.
Священний Синод Македонської православної церкви ухвалив Рішення, яким проголосив автокефалію, одночасно відновивши автокефалію знаменитого Охридського архієпископства. Перша стаття цього рішення говорить: Македонська православна церква - спадкоємиця оновленого Охридського архієпископства - оголошується автокефальною.
Приймаючи Рішення про оголошення Македонської православної церкви автокефальною як спадкоємиця оновленої Охридської архієпископії, Священний Архієрейський Синод Македонської Православної Церкви керувався тим, що коріння християнства в Македонії сягають апостольських часів. Македонці першими прийняли християнство в Європі. Потім відбувся особливий підйом християнства в часи учнів святих братів Кирила і Мефодія - святих Климента і Наума, охридських чудотворців, які, проповідуючи вчення Христа мовою македонців, далі зміцнили свою християнську віру. У Македонії діє Охридська архієпископія, яка за часів Самуїлової імперії була зведена до патріаршого сану. Хоча згодом вона була зведена до архієпархії, вона діяла як така протягом 800 років, поширюючи християнство і будучи покровителем у важкі часи рабства не лише македонських, а й сусідніх православних народів. Вона була скасована незаконно за наказом султана Мустафи III у 1767 році. Але македонський народ до сьогодні не переставав домагатися його оновлення та боротися за досягнення цього святого бажання. У поясненні далі сказано: "У період після скасування Охридської архієпископії її єпархії змінили кілька юрисдикцій сусідніх православних церков. У Королівстві сербів, хорватів та словенців ця посада обіймалася до 6 квітня, до розпаду колишнього Королівства Югославії..."
Для консолідації Македонської православної церкви надзвичайне значення має рішення Священного Архиєрейського Синоду Сербської Православної Церкви від червня 1959 р., в якому, крім рекомендацій щодо змін до Уставу Македонської Православної Церкви, прийнятому на Другому церковно-народному соборі 1958 р. Серед іншого було сказано таке: "Священний Архієрейський Синод робить висновок, що єпархії Скоп'є, Охрид-Бітола та Злетово-Струмиця на церковно-народних зборах, що проходили в Охриді з 4 по 6 жовтня 1958 р. відокремлено від незалежної Македонської православної церкви, яка регулюється Уставом, прийнятим на цьому Соборі". Це фактично означає санкціонування рішення Другого церковно-народного собору. Це підтверджується положенням згаданого рішення, де сказано: "Цим рішенням припиняють застосовуватися норм Уставу Сербської православної церкви для єпархій та ієрархів у Македонії". Це насправді свого роду канонічний реліз. Єдність, яка обумовлює підтверджену незалежність Македонської православної церкви, крім визнання Сербського патріарха главою нашої церкви, виражена в рішенні Священного Архієрейського Синоду Сербської Православної Церкви, в якому сказано: "В зацікавленість у збереженні канонічної єдності у Сербській православній церкві, всі зміни до Уставу та указів, прийнятих Митрополичим церковним собором, повинні базуватися на канонічних засадах православної церкви". І Священний Архієрейський Синод Македонської Православної Церкви, відповідаючи традиціям минулого, завжди і бездоганно прагнув базувати свою діяльність виключно на догмах і канонах Святої Православної Церкви.
Але після того, як Сербська церква не дотрималася досягнутої домовленості та обіцянки, що вона буде поважати незалежність Македонської православної церкви і представлятиме її такою іншим місцевим незалежним православним церквам, вона оголосила себе автокефальною як Охридське Архієпископство. Глава Македонської автокефальної церкви отримав гідність архієпископа Охридського і Македонського. Згідно з рішенням собору, юрисдикція Македонської православної церкви включає єпархії в Республіці Македонія та македонські церковні громади за кордоном, в яких організовані македонці. Рішення Соборської закінчується так: "Священний Синод Македонської Православної Церкви, від імені богоспасаемої пастви назавжди і попереджаючи вчення нашого Спасителя Господа Ісуса Христа, думає і вважає, що акт проголошення автокефальної Македонської православної церкви, опублікований Святій ієрархічній літургії в церкві "Св. Климент Охридського" 19 липня 1967 року в Охриді буде прийнята і визнана усіма помісними Святими Православними Церквами і отримає їх благословення".
Проголошену автокефалію Македонської православної церкви з схваленням і неприхованою радістю зустріли всі вірні в Македонії і в світі. Це видно з незліченних привітань, в тому числі від найвищих представників суспільства - політичного життя в Республіці Македонія та Югославії, а також від наших емігрантів з Македонії з-за океану та заробітчан у західноєвропейських країнах. Серед перших привітань було привітання від представника Виконавчої ради Республіки Сербія, а також від Союзу священичих асоціацій з Белграду.
Проголошення автокефалії Македонської православної церкви з ентузіазмом сприйняли співвітчизники Америки, Канади та Австралії. На додаток до вже організованих македонських церковних громад у цих країнах, незабаром у всіх містах існувала масова організація церковних громад, де жили та працювали більші македонські групи. Будівництво македонських церков та культурно-освітніх будинків розпочалося негайно. Було надіслано численні прохання до Священного Архієрейського Синоду Македонської православної церкви про відправлення священиків - македонців з батьківщини. Македонські церковні громади у тому далекому світі виросли в церковно-народних та культурно-освітніх центрів, де вільно виражаються та задовольняються духовні, культурно-освітні та національні почуття та потреби македонян.
Сьогодні Македонська православна церква налічує десять єпархій і разом з архієпископом одинадцять ієрархів. В останнє десятиліття XX століття, тобто після падіння комуністичного режиму та повної незалежності держави, в Македонській православній церкві відбувся великий підйом та розвиток духовного та освітнього життя. Оновлення Церкви в Македонії розпочалося з молоді, яка, приєднавшись до активного життя Церкви, внесла нову якість у християнський аскетизм. Більшість македонських православних ченців - це молоді люди, частина чернецтва є членами інших православних націй. Їхнє рішення піти до монастиря сприяло тому, що багато македонських монастирів не лише відроджувались, але й рятували себе від розорення, а їхні свідчення про Воскреслого Христа та багато македонських душ знаходили затишок і сенс у своєму житті. У Македонії також проводиться інтенсивна робота у галузі освіти. Усі єпархії Македонської православної церкви мають власну видавничу діяльність, а деякі з них мають власні інтернет-презентації та єпархіальні журнали.

## Зовнішні посилання
- Офіційний вебсайт Повардарської єпархії [Архівовано 17 травня 2021 у Wayback Machine.]